# Universal Poplab (musikalbum)
Universal Poplab är ett studioalbum från 2004 av den svenska synthpoptrion Universal Poplab. Den släpptes i februari 2004 i Sverige. Det var gruppens debutalbum. Från albumet släpptes fyra singlar.

## Låtlista
1. Bedhead (4.33)
2. Casanova Fall (3.24)
3. I Believe (4.01)
4. Lovers Lane (3.37)
5. Days Astray (5.02)
6. New Baby Boom feat. Nina Natri (4.04)
7. Dice Roller (4.04)
8. I Can't Help Myself (5.57)
9. Extasy (3.26)
10. We Hate It When Our Friends Become Successful feat. Håkan Hellström (4.18)
11. Any More Than This (4.10)